# Connessione (matematica)

Una connessione sulla sfera permette di "far scivolare" il piano tangente ad un punto lungo una curva. La curva (qui in viola) corrisponde ad una curva (in rosso) nel piano tangente, tramite la mappa esponenziale.

In matematica, una connessione è uno strumento centrale della geometria differenziale. Si tratta di un oggetto matematico che "connette" spazi tangenti in punti diversi di una varietà differenziabile.
Tale connessione tra i due spazi tangenti è effettuata sulla base di una curva che li collega. Intuitivamente, la connessione definisce un modo di far "scivolare" lo spazio tangente lungo la curva. Questa operazione di scivolamento è  chiamata trasporto parallelo.

## Definizione
Una connessione su una varietà differenziabile è generalmente introdotta definendo un oggetto differenziale, chiamato derivata covariante. Concettualmente, connessione e derivata covariante sono quindi essenzialmente la stessa cosa.
Una connessione può essere definita in modo analogo per qualsiasi fibrato vettoriale sulla varietà, oltre al fibrato tangente.
Infatti, sia {\displaystyle E\to M} un fibrato vettoriale sopra la varietà differenziabile M e si denoti con Γ(E) l'insieme delle sezioni differenziabili di E.
Una connessione su E è una applicazione {\displaystyle \mathbb {R} }-lineare
{\displaystyle \nabla \colon \Gamma (E)\to \Gamma (E\otimes T^{*}M)\simeq \Gamma ({\mathrm {Hom} }(TM,E))}
tale che la regola di Leibniz
{\displaystyle \nabla (\sigma f)=(\nabla \sigma )f+\sigma \otimes df}
sia soddisfatta per ogni funzione differenziabile f su M e per ogni sezione differenziabile σ di E.
Per ogni campo vettoriale X sopra M (ossia per ogni sezione del fibrato tangente TM), si può definire una derivata covariante
{\displaystyle \nabla _{X}\colon \Gamma (E)\to \Gamma (E)}
per contrazione di X con l'omomorfismo definito dall'operatore ∇ (ossia ∇Xσ = (∇σ)(X)). La derivata covariante soddisfa le seguenti proprietà:
{\displaystyle {\begin{aligned}&\nabla _{X}(\sigma _{1}+\sigma _{2})=\nabla _{X}\sigma _{1}+\nabla _{X}\sigma _{2}\\&\nabla _{X_{1}+X_{2}}\sigma =\nabla _{X_{1}}\sigma +\nabla _{X_{2}}\sigma \\&\nabla _{X}(f\sigma )=f\nabla _{X}\sigma +X(f)\sigma \\&\nabla _{fX}\sigma =f\nabla _{X}\sigma .\end{aligned}}}
Viceversa, ogni operatore ∇X di questo tipo definisce una connessione sopra il fibrato vettoriale E. Una connessione definita in questo modo si dice anche una derivata covariante su E.

## Trasporto parallelo su un fibrato vettoriale
Sia M una varietà differenziabile. Siano dati un fibrato vettoriale E→M con derivata covariante ∇ e una curva differenziabile γ: I→M parametrizzata da un intervallo aperto I. Una sezione differenziabile σ di {\displaystyle E} definita sopra γ si dice parallela se è soddisfatta l'equazione:
{\displaystyle \nabla _{{\dot {\gamma }}(t)}\sigma =0,\qquad {\text{ per ogni }}t\in I.}
Si supponga di fissare un punto e0 ∈ EP della fibra sopra il punto P = γ(0) ∈ M, invece di una sezione. Il trasporto parallelo del vettore e0 lungo la curva differenziabile γ è l'estensione di e0 alla sezione parallela σ sopra la curva γ. Più precisamente, σ è definita come l'unica sezione (locale) del fibrato E lungo γ tale che 
1. {\displaystyle \nabla _{\dot {\gamma }}\sigma =0}
2. {\displaystyle \sigma _{\gamma (0)}=e_{0}.}

Si noti che in ogni sistema di coordinate locali, l'espressione (1) definisce una equazione differenziale ordinaria, con la condizione iniziale data dalla (2). Pertanto, il teorema di Picard–Lindelöf garantisce (almeno localmente) l'esistenza e l'unicità della soluzione.
Dunque, la connessione ∇ definisce un modo di trasportare vettori tra fibre connesse da una curva differenziabile, stabilendo un isomorfismo lineare tra fibre (ossia tra spazi vettoriali) sopra punti distinti di una medesima curva:
{\displaystyle \Gamma (\gamma )_{s}^{t}\colon E_{\gamma (s)}\rightarrow E_{\gamma (t)}}
dallo spazio vettoriale sopra il punto γ(s) a quello sopra γ(t). Questo isomorfismo è noto col nome di trasporto parallelo associato alla curva differenziabile data. L'isomorfismo tra fibre ottenuto in questo modo in generale dipende dalla scelta della curva differenziabile: se ciò non accade, allora il trasporto parallelo lungo curve arbitrarie può essere usato per definire le sezioni parallele di E su tutto M. Questo è possibile soltanto se la curvatura della connessione ∇ risulta identicamente nulla.